# 니콜라이 킨스키
니콜라이 킨스키(Nanhoï Nikolai Nakszynski, 1976년 7월 30일 ~ )는 프랑스와 미국의 배우이다.
파리에서 태어났다.

## 출연 작품

### 영화
- 파가니니 (1989, Kinski Paganini) - 아킬레 파가니니 역
- 자밀라 (1995, Jamila)
- 토르틸라 스프 (2001, Tortilla Soup)
- 이온 플럭스 (2005) - 클라우디어스 역
- 페이 그림 (2006, Fay Grim)
- 그림 러브 스토리 (2006)
- 클림트 (2006, Klimt)
- 카운테스 (2008)
- 에덴의 종말 (2010, Planet) - 남자 역 (단편 애니메이션)
- Kalter Hund (2010) - 단편
- 당신의 벽이 속삭일때 (2013, Die Frau hinter der Wand)
- 이브 생로랑 (2014) - 카를 라거펠트 역
- 러브 인 베를린 (2014, Posthumous)
- 1915 (2015)
- 포인트 브레이크 (2015) - 파스칼 알 페릭 역
- 페르시안 커넥션 (2016, The Loner) - 세페르 역
- 더 옐로우 버즈 (2016, The Yellow Birds)
- 아홀로틀 오버킬 (2017, Axolotl Overkill)
- 쁘떼뜨 (2019)
- 플랜 A (2021, Plan A)
- Gore (미정)

### 텔레비전
- 타트오르트 (2005)
- 베를린 스테이션 (2019)
- 바바리안 (2020)
- 바이킹스: 발할라 (2022)
- 마스터스 오브 디 에어 (2024)